# 愛知県立愛知商業高等学校
愛知県立愛知商業高等学校（あいちけんりつ あいちしょうぎょうこうとうがっこう, Aichi Prefectural Aichi Commercial High School）は、愛知県名古屋市東区徳川一丁目12番1号に所在する公立の商業高等学校。略称「愛商」（あいしょう）。

## 概要

### 歴史
1919年（大正8年）に開校した「愛知県立商業学校」を前身とする。

### 設置課程・学科
全日制課程：3学科
- 会計ビジネス科（旧経理科）
- ITビジネス科（旧情報処理科）
- グローバルビジネス科（旧国際ビジネス科）

### 校風
- 質実剛健
- 文武両道

### 校章
校名の「愛商」の文字（縦書き）を並べたものとなっている。

### 校歌
作詞は山崎敏夫、作曲は小松耕輔による。歌詞は3番まであり、各番に校名の「愛商」が登場する。

### 同窓会
「愛商会」と称している。

## 沿革

### 旧・愛知県商業学校
- 1919年（大正8年）3月14日 - 「愛知県立商業学校」として創立、名古屋市立商業実修学校を仮校舎とする[1]。
- 1921年（大正10年）4月20日 - 名古屋市南区瑞穂町（現・瑞穂区北原町）に移転[1][注 1]。
- 1922年（大正11年）4月30日 - 「愛知県商業学校」と改称（「立」が除かれる）[1]。
- 1936年（昭和11年）4月6日 - 第13回選抜中等学校野球大会（春の選抜甲子園大会の前身）で優勝[1]。
- 1943年（昭和18年）4月 - 戦時体育編成により野球部をはじめとした球技系部活動の全廃または戦技等の訓練を取り入れることとなった[2]。
- 1948年（昭和23年）4月1日 - 学制改革により、旧制商業学校は廃止され、新制高等学校「愛知県立愛知商業高等学校」が発足[1]。

### 旧・愛知県貿易商業学校
- 1941年（昭和16年）6月 - 「愛知県貿易商業学校」が開校する。
- 1944年（昭和19年）1月 - 教育ニ関スル戦時非常措置方策により、募集を停止する。
- 1946年（昭和21年）2月 - 授業など学校を再開する。
- 1948年（昭和23年）4月1日 - 学制改革により、旧制商業学校の制度が廃止されて、新制高等学校「愛知県立貿易商業高等学校」が発足した。

### 統合後の学校の沿革
- 1948年（昭和23年）10月1日 - 高校三原則に基づく公立高校再編が行われる。
  - 上記2校と愛知県立名南高等学校、愛知県立熱田高等学校の計4校が統合し、旧愛知商業学校の校地に、総合制高等学校「愛知県立瑞陵高等学校」が発足[1]。
  - 通常課程（現・全日制課程）商業課程（現・商業科）となる。
- 1951年（昭和26年）3月1日 - 「愛知県立愛知商業高等学校」として再分離[注 2]。愛知県立惟信高等学校を仮校舎とする[1]。
- 1952年（昭和27年）4月3日 - 旧明倫中学校校舎（現在地）に移転[1]。
- 1957年（昭和32年）4月1日 - 定時制課程（夜間部）を新設[1]。
- 1972年（昭和47年）4月1日 - 商業科、情報処理科の2学科を設置[1]。
- 1977年（昭和52年）4月1日 - 商業科を廃止し、経理科・事務科・営業科の3学科を新設（計4学科体制となる）[1]。
- 1987年（昭和62年）3月31日 - 定時制課程を廃止[1]。
- 1988年（昭和63年）4月1日 - 営業科を国際経済科に改編[1]。
- 1992年（平成4年）4月1日 - 経理科、事務科、情報処理科、国際経済科となる[1]。
- 1998年（平成10年）9月1日 - 校舎全面改築のため、愛知県立大学旧校舎（名古屋市瑞穂区高田町）に仮移転[1]。
- 1999年（平成11年）12月10日 - 現在地に新校舎が完成し、仮校舎から新校舎へ移転[1]。
- 2004年（平成16年）4月1日 - 国際経済科を国際ビジネス科に改編[1]。
- 2013年（平成25年）8月25日 - 神戸夙川学院大学において開かれた第5回観光甲子園にてグランプリ（観光庁長官賞）を受賞[3]。

## 部活動
野球部は主に戦前に活躍。かつては中京商・東邦商・享栄商の私学3校と並び〈愛知4商〉と呼ばれた強豪校だった。1936年（昭和11年）には第13回選抜中等学校野球大会（春の甲子園）で優勝している。甲子園出場回数は、春10回、夏8回、春夏通算18回出場。
ハンドボール部（女子）は春の全国大会に出場した強豪校。

### 体育・運動部
- 野球部[4]
- 陸上競技部[4]
- 水泳部[4]
- 弓道部[4]
- フェンシング部[4]
- バレーボール部[4]
- ハンドボール部[4]
- バスケットボール部女子[4]
- バスケットボール部男子[4]
- 卓球部[4]
- 硬式テニス部[4]
- ソフトテニス部[4]
- 剣道部[4]
- ダンス部[4]

### 文化部
- 経理研究部[5]
- 珠算部[5]
- ワープロ部[5]
- 英文ワープロ部[5]
- 速記部[5]
- 情報処理部[5]
- 吹奏楽部[5]
- 演劇部[5]
- 書道部[5]
- バトン部[5]
- ユネスコクラブ[5]
- 商業美術部[5]
- ESS部[5]（English Speaking Society）
- 茶華道部[5]
- 音楽部[5]
- 放送部[5]
- 写真部[5]
- 文芸部[5]

## 教育実績
- 令和3年税理士試験科目試験合格者を輩出している[6]。
- 令和6年税理士試験科目試験合格者5名（経理研究部）を輩出し、朝日新聞デジタルにて「1度に5人が合格するのは、全国の高校でも「歴史的快挙」」と報道されている[7]。

## 著名な出身者

### 元・プロ野球選手
- 水谷則一
- 池田潤三
- 小島利男
- 水野良一
- 玉腰忠義
- 松本和雄
- 寺田雷太
- 横地由松
- 水谷寿伸

### その他
- 小島清（経済学者）
- 都築忠七（社会思想史家）
- 中村克巳（常滑市長）
- 吉田一平（元・長久手市長）
- 服部妙子（女優）

## アクセス
- 名古屋市営地下鉄桜通線 車道駅より徒歩で約15分。
- 名古屋市営バス「東区役所」バス停より徒歩ですぐ。
- 基幹バス（市バス・名鉄バス）「山口町」バス停より徒歩で約10分。